# Verdwijning van Madeleine McCann

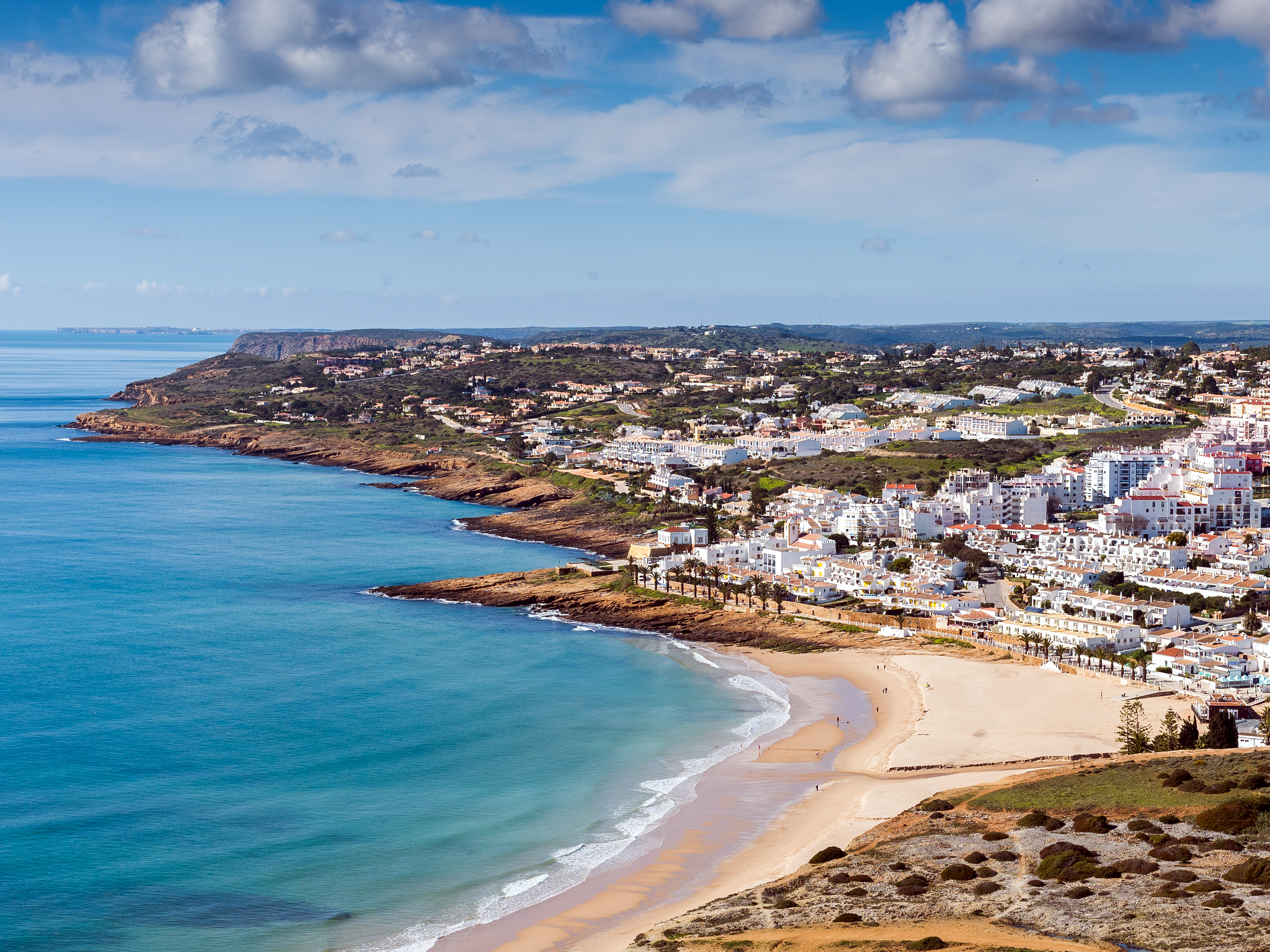
Het vakantiecomplex Praia da Luz in Zuid-Portugal, waar Madeleine vermist raakte.

De verdwijning van Madeleine McCann vond plaats op 3 mei 2007 en kreeg internationale aandacht als een langdurig onopgelost mysterie. Het meisje was uit haar slaapkamer in een appartementencomplex in Praia da Luz in de Algarve (Portugal) verdwenen.

## Over Madeleine
Madeleines ouders Kate en Gerry (beiden geboren in 1968) leerden elkaar in 1993 kennen, waarna ze in 1998 in het huwelijk traden. Madeleines ouders waren beiden werkzaam als arts. Kate en Gerry konden lange tijd geen kinderen krijgen, maar na vijf jaar ivf-behandelingen werd Kate zwanger. Madeleine werd geboren op 12 mei 2003 in Leicester. Ze kreeg in 2005 een broertje en een zusje, de tweeling Sean en Amelie. Ten tijde van de vermissing woonden Madeleine en haar familie in Rothley.

## Verdwijning
De ouders van Madeleine waren uit eten in de tapasbar van het vakantiecomplex met een paar vrienden en lieten hun drie kinderen - de destijds driejarige Madeleine en een jongere tweeling (1 jaar oud) - in hun appartement slapen. Ze dachten dat dit geen kwaad kon, omdat het appartement goed in het zicht lag (dit bleek later niet zo te zijn, enkel de bovenzijde van de terrasdeur was zichtbaar). Bovendien gingen zij regelmatig kijken. De eerste keer ging vader McCann. Toen was er nog niets aan de hand. Bij de tweede keer ging een vriend kijken die zei dat alles in orde was maar hij bleek achteraf alleen Amelie en Sean, het broertje en zusje van Madeleine, te hebben gezien. Toen Kate voor de derde keer ging, was er geen spoor van Madeleine te bekennen. De ouders van Madeleine hebben vanaf het begin stellig beweerd dat er sprake was van een ontvoering. Als 'bewijs' hiervoor voerden zij aan dat de rolluiken van de kamer omhoog waren en geforceerd, en dat het raam openstond. Later werd door de politie aangetoond dat met de rolluiken niets aan de hand was. De enige vingerafdruk die op het raam werd gevonden was van Kate McCann. De McCanns en hun vrienden gaven daarna verschillende verklaringen over de verdwijning.
Zo was er de verklaring van Jane Tanner; zij beweerde dat ze om 21.10 uur een man had zien lopen met een kindje in zijn armen; Tanner was naar haar appartement geweest en liep terug naar de tapasbar. Ze zag Gerry McCann, die met een man stond te praten, in de verte zag ze een man lopen in de richting van het strand. De man droeg donkere kleding, donkere schoenen, hij had donker lang haar. Het kindje dat door de man werd gedragen had een roze pyjama aan, het kind had lang blond haar en Jane Tanner kon duidelijk de blote voetjes zien van het kind. Ze was er niet zeker van of het een jongen of meisje was die de man die nacht droeg, waarschijnlijk een meisje vanwege de roze pyjama die het kind droeg. De armpjes waren om de man zijn hals geslagen.
Hier hielden veel rechercheurs zich mee bezig tot 2013. In 2013 kwam men erachter dat er in de buurt van het appartementencomplex een crèche ligt, de man zou de vader zijn van het kind en hem/haar uit de crèche hebben gehaald om het naar huis te brengen. Dat verklaarde een rechercheur, Andy Redwood, in een Crimewatch-reconstructie van de BBC over Madeleine.

### Madeleine's stichting
De McCanns richtten op 15 mei 2007, twaalf dagen na de verdwijning, de stichting Madeleine's Fund: Leaving No Stone Unturned Ltd op om geld te verzamelen. Meer dan 80 miljoen mensen bezochten de website van het fonds in de drie maanden na de verdwijning. Vanaf februari 2017 had het zeven bestuurders, waaronder de McCanns.
Oproepen van publieke figuren werden vertoond tijdens voetbalwedstrijden in het hele Verenigd Koninkrijk. Tussen mei 2007 en maart 2008 ontving het fonds £ 1.846.178 (£ 1,4 miljoen via de bank, £ 390.000 online en £ 64.000 uit merchandise. Tevens deden bekende personen gulle donaties, waaronder Philip Green (£ 250.000), Simon Cowell ($ 50.000), Coleen Rooney ($ 25.000),  Richard Branson (£ 100.000) en J.K. Rowling. Van Rowling werd geen bedrag openbaar gemaakt, tevens hielp ze de familie met het schrijven van een boek om geld op te halen voor de stichting. Eveneens de Britse sensatiekrant The Sun en de Portugese krant Record maakten gulle donaties over.
De uitgeloofde premies voor de gouden tip die zou leiden tot de terugkomst van Madeleine is opgelopen tot meer dan £ 2,6 miljoen ( € 3,8 miljoen).

### Tips en profiteurs
Op 13 juni 2007 werd er een anonieme brief aan De Telegraaf gestuurd. Hierin stond de mogelijke vindplaats van het vierjarige meisje. In de brief was sprake van de plek waar ze is begraven, waarop de Portugese politie het aangegeven gebied afzocht met speurhonden.
Vanaf 14 juni 2007 stuurde een man vanuit Eindhoven een aantal e-mails aan de ouders van het meisje, waarin hij 2 miljoen euro vroeg voor informatie over haar verblijfplaats. De man werd aangehouden en verklaarde alles te hebben verzonnen.
Op 26 september 2007 zou Madeleine gezien zijn in Marokko. Een toerist zou van haar een foto hebben gemaakt, maar die bleek niet erg duidelijk. De media zouden hierop zijn ingelicht, maar na onderzoek van de Engelse krant Daily Mirror bleek dat het om een ander vierjarig meisje ging.
Volgens een andere tip zou Madeleine McCann ontvoerd zijn door een kamermeisje dat wraak wilde nemen voor haar ontslag uit het appartementencomplex waar de McCanns verbleven. De tip werd gestuurd naar de website van Koning Charles. De Britse politie probeerde de tipgever te traceren en vermoedde dat de tip naar prins Charles was gestuurd omdat Charles en zijn vrouw de McCanns hadden gesteund.
Op 17 mei 2013 liet de Londense politie weten een aantal potentiële verdachten in kaart te hebben gebracht bij een herziening van de onopgehelderde vermissing van Madeleine (Maddie) McCann. De herziening gaf verdere onderzoeksmogelijkheden waar de Portugese politie mee aan de slag kon.
Op 3 juni 2013 meldde een mogelijke vrouwelijke getuige zich voor een tweede keer, waarbij ze te kennen gaf ervan overtuigd te zijn dat ze in 2009 de vermiste Madeleine McCann had gezien in een Spaans restaurant in Amerika. Ze meldde dat destijds al, maar de autoriteiten namen pas contact met haar op nadat ze het voor de tweede keer had gemeld.

## Onderzoek

### Ouders verdacht
Op 7 september 2007 maakte de Portugese politie bekend dat de ouders van Madeleine formeel als verdachten werden aangemerkt. Ze zijn niet in staat van beschuldiging gesteld. De politie baseerde de verdenking van de ouders op verschillende 'verdachte' zaken. Zo hebben de ouders en hun vrienden tegenstrijdige verklaringen afgelegd over de bewuste avond. Daarnaast heeft onderzoek met speurhonden verschillende resultaten naar voren gebracht. Een hond getraind op lijkgeur heeft in de slaapkamer van de ouders en in de woonkamer lijkgeur gevonden. Daarnaast heeft een hond die bloedgeur kan ruiken op dezelfde plek in de woonkamer vastgesteld dat daar bloedsporen zijn. In de appartementen van de vrienden was niets gevonden. Daarna hebben dezelfde honden onderzoek gedaan naar lijkgeur en bloedgeur op de kleding en spullen van de familie McCann. Er is toen lijkgeur geconstateerd op de kleding van Kate McCann en op de lievelingsknuffel van Madeleine, die in haar bed lag. Ook zijn in de huurauto die de familie 25 dagen ná de verdwijning van Madeleine huurde DNA-sporen gevonden. Daarnaast stelde de politie vast dat het raam en het rolluik niet van buitenaf opengemaakt konden worden. De enige vingerafdruk die ze vonden op het raam was die van Kate McCann waardoor de ontvoeringstheorie ongeloofwaardig werd.

### Portugees onderzoek
Gonçalo Amaral was de coördinator van het Portugese onderzoek naar de verdwijning van Madeleine McCann. Hij werd van de zaak afgehaald en nam daarna ontslag bij de politie. Hij bracht daarop een boek uit waarin hij zijn visie op de feiten geeft, gebaseerd op de gegevens van het officiële onderzoek. Hij werd door de McCanns voor de rechtbank gedaagd, en verdere verkoop van het boek werd voorlopig verboden. In hoger beroep werd deze uitspraak echter tenietgedaan en mocht het boek weer verkocht worden.
Volgens Amaral zal Madeleine niet levend teruggevonden worden. Ze is volgens hem gestorven in het appartement waar de familie McCann op vakantie was. Het is zijn overtuiging dat het meisje niet is vermoord. Op 30 juni 2008 maakte de Portugese politie bekend dat ze de zaak voorlopig had afgesloten vanwege gebrek aan aanwijzingen.

### Doorbraak in 2020
In juni 2020 meldden de Britse en Duitse politie een "belangrijke ontwikkeling" in de zaak. Als hoofdverdachte die verantwoordelijk kon zijn voor de verdwijning werd de 43-jarige Christian Brückner genoemd. De Duitser Brückner, in totaal al 17 keer strafrechtelijk veroordeeld wegens drugshandel, inbraken, vervalsingen en zedendelicten zoals verkrachting, kindermisbruik en bezit van kinderporno, woonde ten tijde van de vermissing van Madeleine in Portugal en past in het gezochte profiel. Twee voertuigen van hem, een Jaguar en een Volkswagenbusje, werden in beslag genomen voor verder onderzoek. Ook zou de verdachte op de betreffende avond gebeld zijn vanaf een telefoonnummer uit de buurt van Praia da Luz. Het Duitse gerecht ging ervan uit dat het meisje vermoord was. Op het moment van de nieuwe onthullingen verbleef Brückner reeds in een Duitse cel voor andere strafbare feiten, maar hij kon wel vervroegd vrijkomen als hij twee derde van zijn straf had uitgezeten.
Naar aanleiding van de nieuwe onthullingen door het Duitse gerecht besliste het Brugse parket in juni 2020 om de moord en verdwijningszaak van het 16-jarige Duitse meisje Carola Titze te herbekijken. Niettegenstaande dat het moordonderzoek naar de op 11 juli 1996 in de Belgische kustgemeente De Haan teruggevonden Titze in 2016 officieel werd geklasseerd als een cold case, waren de feiten nog niet verjaard. Christian Brückner, die paste in het gezochte profiel, kon hiervoor nog altijd worden vervolgd. Ook in Duitsland werd een onopgeloste verdwijningszaak van het in 2005 verdwenen 5-jarig meisje Inga Gehricke heropend en gelinkt aan Brückner, die in 2016 een verdachte was.

## Aandacht
Naast de media-aandacht die deze zaak kreeg, deden ook veel beroemdheden een oproep voor de terugkomst van Madeleine. Naast voetbalclub Liverpool hebben ook verschillende mensen gereageerd, zoals Cristiano Ronaldo, David Beckham, John Terry, Paulo Ferreira, Nuno Valente, Manuel Fernandes, Neil Lennon en Phil Neville en ook Koning Charles.
Tijdens de finale van de FA Cup, de finale van de UEFA Cup en de finale van de Champions League werd een videofilm vertoond met betrekking tot de vermissing.
Begin juni 2007 reisden de ouders van Madeleine, door Europa om Europees aandacht te geven aan de vermissingszaak. Op donderdag 7 juni 2007 gaven ze een persconferentie in het Hiltonhotel in Amsterdam. Ook spraken ze tijdens hun verblijf in Nederland met de Landelijke Coördinator Vermiste Personen van het Korps landelijke politiediensten en een vertegenwoordiger van de gemeente Amsterdam.

## Trivia
In maart 2019 verscheen een documentaireserie over de verdwijning van Madeleine op Netflix, The Disappearance of Madeleine McCann.